# حاملات الأصابع
حاملات الأصابع (الاسم العلمي: Daktyliophorae) هي رتيبة من الحيوانات تتبع رتبة الجذفميات من طائفة الفنجانيات.

## التصنيف
- الجذفمية
  - الجذفم